# Lijst van gemeentelijke monumenten in Eersel
De gemeente Eersel heeft 86 gemeentelijke monumenten. Hieronder een overzicht. 

## Duizel
De plaats Duizel kent 10 gemeentelijke monumenten:
| Object                                      | Bouwjaar     | Architect | Locatie        | Coördinaten                   | Nr.            | Afbeelding                                  |
| ------------------------------------------- | ------------ | --------- | -------------- | ----------------------------- | -------------- | ------------------------------------------- |
| Woonhuis                                    | ca 1850      |           | Groenstraat 4  | 51° 22' 9" NB, 5° 17' 54" OL  | 0770/Duizel-1  | Woonhuis                                    |
| Woonhuis, neorenaissance-invloeden (6 & 6a) | ca 1900      |           | Groenstraat 6  | 51° 22' 9" NB, 5° 17' 54" OL  | 0770/Duizel-2  | Woonhuis, neorenaissance-invloeden (6 & 6a) |
| Woonhuis, neorenaissance-invloeden (6 & 6a) | ca 1900      |           | Groenstraat 6a | 51° 22' 10" NB, 5° 17' 54" OL | 0770/Duizel-3  | Woonhuis, neorenaissance-invloeden (6 & 6a) |
| Onderwijzerswoning, overgangsarchitectuur   | 1909-1912    |           | Meerstraat 4   | 51° 22' 5" NB, 5° 17' 58" OL  | 0770/Duizel-4  | Onderwijzerswoning, overgangsarchitectuur   |
| Éénlaags woonhuis                           | 1830         |           | Smitseind 26   | 51° 22' 4" NB, 5° 17' 52" OL  | 0770/Duizel-5  | Upload foto                                 |
| Éénlaags woonhuis                           | 1830         |           | Smitseind 28   | 51° 22' 4" NB, 5° 17' 52" OL  | 0770/Duizel-6  | Éénlaags woonhuis                           |
| Éénlaags woonhuis                           | 1830         |           | Smitseind 30   | 51° 22' 4" NB, 5° 17' 53" OL  | 0770/Duizel-7  | Éénlaags woonhuis                           |
| Woonhuis                                    | ca 1925-1930 |           | Smitseind 31   | 51° 22' 4" NB, 5° 17' 54" OL  | 0770/Duizel-8  | Woonhuis                                    |
| Pastorie                                    | 1925-1926    |           | Smitseind 36   | 51° 22' 7" NB, 5° 17' 54" OL  | 0770/Duizel-9  | Pastorie                                    |
| R.K. Kerk, "Sint Jan Geboorte"              | 1925-1926    |           | Smitseind 38   | 51° 22' 7" NB, 5° 17' 53" OL  | 0770/Duizel-10 | R.K. Kerk, "Sint Jan Geboorte"              |

## Eersel
De plaats Eersel kent 49 gemeentelijke monumenten:
| Object                                                      | Bouwjaar            | Architect | Locatie                   | Coördinaten                   | Nr.            | Afbeelding                                                  |
| ----------------------------------------------------------- | ------------------- | --------- | ------------------------- | ----------------------------- | -------------- | ----------------------------------------------------------- |
| Mariakapel traditionalisme                                  | 1939-1940           |           | Dijk tegen over 41        | 51° 21' 24" NB, 5° 18' 56" OL | 0770/Eersel-1  | Mariakapel traditionalisme                                  |
| Schoolmeesterswoning                                        | ca 1890             |           | Dijk 14                   | 51° 21' 27" NB, 5° 18' 42" OL | 0770/Eersel-2  | Schoolmeesterswoning                                        |
| Woonhuis, timmermansplaats (24 & 26)                        | 1921                |           | Dijk 24                   | 51° 21' 27" NB, 5° 18' 46" OL | 0770/Eersel-3  | Woonhuis, timmermansplaats (24 & 26)                        |
| Woonhuis, timmermansplaats (24 & 26)                        | 1921                |           | Dijk 26                   | 51° 21' 27" NB, 5° 18' 47" OL | 0770/Eersel-4  | Woonhuis, timmermansplaats (24 & 26)                        |
| Woonhuis                                                    | ca 1922             |           | Dijk 30                   | 51° 21' 27" NB, 5° 18' 49" OL | 0770/Eersel-5  | Woonhuis                                                    |
| Naoorlogs woonhuis met rijke stucdecoraties                 | ca 1880             |           | Dijk 38                   | 51° 21' 27" NB, 5° 18' 52" OL | 0770/Eersel-6  | Naoorlogs woonhuis met rijke stucdecoraties                 |
| Woonhuis                                                    | 1914                |           | Duizelseweg 17            | 51° 21' 38" NB, 5° 18' 22" OL | 0770/Eersel-7  | Woonhuis                                                    |
| Woonhuis                                                    | ca 1920             |           | Gebroeders Hoeksstraat 1  | 51° 21' 27" NB, 5° 18' 55" OL | 0770/Eersel-8  | Woonhuis                                                    |
| Woonhuis + winkel                                           | ca 1925-1930        |           | Gebroeders Hoeksstraat 45 | 51° 21' 30" NB, 5° 19' 11" OL | 0770/Eersel-9  | Woonhuis + winkel                                           |
| Boerderij / langgevelboerderij                              | ca 1875             |           | Hazenstraat 43            | 51° 21' 19" NB, 5° 20' 11" OL | 0770/Eersel-10 | Upload foto                                                 |
| Landhuis / Gooise landhuisstijl "De hoge Hees".             | 1919                |           | Hees 12                   | 51° 22' 21" NB, 5° 19' 39" OL | 0770/Eersel-11 | Upload foto                                                 |
| Boerderij / Langgevelboerderij                              | 1933                |           | Hees 58                   | 51° 22' 20" NB, 5° 20' 11" OL | 0770/Eersel-12 | Upload foto                                                 |
| Boerderij                                                   | ca 1900             |           | Hint 1                    | 51° 21' 39" NB, 5° 18' 31" OL | 0770/Eersel-13 | Boerderij                                                   |
| Woonhuis                                                    | ca 1930             |           | Hint 6                    | 51° 21' 39" NB, 5° 18' 29" OL | 0770/Eersel-14 | Woonhuis                                                    |
| Woonhuis                                                    | 1887                |           | Hint 8                    | 51° 21' 39" NB, 5° 18' 29" OL | 0770/Eersel-15 | Woonhuis                                                    |
| Woonhuis ( 9 & 11)                                          | ca 1920-1925        |           | Hint 9                    | 51° 21' 41" NB, 5° 18' 31" OL | 0770/Eersel-16 | Woonhuis ( 9 & 11)                                          |
| Woonhuis ( 9 & 11)                                          | ca 1920-1925        |           | Hint 11                   | 51° 21' 41" NB, 5° 18' 31" OL | 0770/Eersel-17 | Woonhuis ( 9 & 11)                                          |
| "Het Gildehuis" Woonhuis                                    | ca 1885             |           | Hint 10                   | 51° 21' 40" NB, 5° 18' 29" OL | 0770/Eersel-18 | "Het Gildehuis" Woonhuis                                    |
| Woonhuis, boerderij                                         | ca1920 (ged ca1875) |           | Hint 14                   | 51° 21' 41" NB, 5° 18' 30" OL | 0770/Eersel-19 | Woonhuis, boerderij                                         |
| Boerderij ( 16 & 16a )                                      | ca 1920             |           | Hint 16                   | 51° 21' 42" NB, 5° 18' 30" OL | 0770/Eersel-20 | Boerderij ( 16 & 16a )                                      |
| Boerderij ( 16 & 16a )                                      | ca 1920             |           | Hint 16a                  | 51° 21' 43" NB, 5° 18' 30" OL | 0770/Eersel-21 | Boerderij ( 16 & 16a )                                      |
| Veestal, schuur                                             | ca 1900             |           | Hint 16b                  | 51° 21' 43" NB, 5° 18' 29" OL | 0770/Eersel-22 | Veestal, schuur                                             |
| Woonhuis ( 19 & 19b )                                       | ca 1900             |           | Hint 19                   | 51° 21' 45" NB, 5° 18' 32" OL | 0770/Eersel-23 | Woonhuis ( 19 & 19b )                                       |
| Woonhuis ( 19 & 19b )                                       | ca 1900             |           | Hint 19b                  | 51° 21' 45" NB, 5° 18' 32" OL | 0770/Eersel-24 | Woonhuis ( 19 & 19b )                                       |
| Langgevelboerderij                                          | ca 1920-1925        |           | Hoogstraat 16             | 51° 21' 21" NB, 5° 20' 6" OL  | 0770/Eersel-25 | Upload foto                                                 |
| Langgevelboerderij                                          | ca 1890-1910        |           | Kapelweg 2                | 51° 21' 12" NB, 5° 18' 42" OL | 0770/Eersel-26 | Upload foto                                                 |
| Patronaatsgebouw tradionalisme "De Brink"                   | 1934                |           | Kerkstraat 27             | 51° 21' 25" NB, 5° 19' 10" OL | 0770/Eersel-27 | Patronaatsgebouw tradionalisme "De Brink"                   |
| R.K. pastorie overgangsarchitectuur                         | 1904                |           | Kerkstraat 29             | 51° 21' 26" NB, 5° 19' 14" OL | 0770/Eersel-28 | R.K. pastorie overgangsarchitectuur                         |
| Omroepsteen                                                 |                     |           | Kerkstraat bij 42         |                               | 0770/Eersel-29 | Omroepsteen                                                 |
| Woonhuis, boerderij ( 6 & 8 )                               | ca 1875             |           | Markt 6                   | 51° 21' 38" NB, 5° 18' 31" OL | 0770/Eersel-30 | Woonhuis, boerderij ( 6 & 8 )                               |
| Woonhuis, boerderij ( 6 & 8 )                               | ca 1875             |           | Markt 8                   | 51° 21' 38" NB, 5° 18' 31" OL | 0770/Eersel-31 | Woonhuis, boerderij ( 6 & 8 )                               |
| Woonhuis                                                    | 1820                |           | Markt 39                  | 51° 21' 30" NB, 5° 18' 32" OL | 0770/Eersel-32 | Woonhuis                                                    |
| Woonhuis                                                    | ca 1910             |           | Markt 47                  | 51° 21' 30" NB, 5° 18' 32" OL | 0770/Eersel-33 | Woonhuis                                                    |
| Woonhuis, bedrijfsgebouw. Overgangsarchitectuur ( 19 & 21 ) | ca 1910             |           | Nieuwstraat 19            | 51° 21' 39" NB, 5° 18' 45" OL | 0770/Eersel-34 | Woonhuis, bedrijfsgebouw. Overgangsarchitectuur ( 19 & 21 ) |
| Woonhuis, bedrijfsgebouw. Overgangsarchitectuur ( 19 & 21 ) | ca 1910             |           | Nieuwstraat 21            | 51° 21' 40" NB, 5° 18' 45" OL | 0770/Eersel-35 | Woonhuis, bedrijfsgebouw. Overgangsarchitectuur ( 19 & 21 ) |
| Woonhuis                                                    | 1902                |           | Nieuwstraat 44            | 51° 21' 41" NB, 5° 18' 46" OL | 0770/Eersel-36 | Woonhuis                                                    |
| Woonhuis                                                    | 1926                |           | Nieuwstraat 78            | 51° 21' 45" NB, 5° 18' 57" OL | 0770/Eersel-37 | Woonhuis                                                    |
| "Sonnevanck", Villa, Woonhuis, huisarts-praktijk            | 1919                |           | Nieuwstraat 94            | 51° 21' 49" NB, 5° 19' 2" OL  | 0770/Eersel-38 | "Sonnevanck", Villa, Woonhuis, huisarts-praktijk            |
| Woonhuis, interbellum-architectuur                          | 1931                |           | Postakkers 36             | 51° 21' 32" NB, 5° 18' 46" OL | 0770/Eersel-39 | Upload foto                                                 |
| Langgevelboerderij                                          | ca 1900, 1930 uitbr |           | Schadewijk 3              | 51° 21' 31" NB, 5° 20' 18" OL | 0770/Eersel-40 | Upload foto                                                 |
| Langgevelboerderij                                          | ca 1920-1930        |           | Schadewijk 9              | 51° 21' 29" NB, 5° 20' 23" OL | 0770/Eersel-41 | Upload foto                                                 |
| Langgevelboerderij                                          | 1741 (oudste kern)  |           | Schadewijk 15             | 51° 21' 29" NB, 5° 20' 27" OL | 0770/Eersel-42 | Upload foto                                                 |
| Langgevelboerderij                                          | 1741 (oudste kern)  |           | Schadewijk 17             | 51° 21' 29" NB, 5° 20' 29" OL | 0770/Eersel-43 | Upload foto                                                 |
| Langgevelboerderij                                          | 1910-1911           |           | Schadewijk 16             | 51° 21' 32" NB, 5° 20' 30" OL | 0770/Eersel-44 | Upload foto                                                 |
| Dubbel woonhuis, sociale woningbouw ( 31 & 33 )             | 1930                |           | Willibrorduslaan 31       | 51° 21' 36" NB, 5° 19' 4" OL  | 0770/Eersel-45 | Dubbel woonhuis, sociale woningbouw ( 31 & 33 )             |
| Dubbel woonhuis, sociale woningbouw ( 31 & 33 )             | 1930                |           | Willibrorduslaan 33       | 51° 21' 35" NB, 5° 19' 4" OL  | 0770/Eersel-46 | Dubbel woonhuis, sociale woningbouw ( 31 & 33 )             |
| Woonhuis, interbellum-architectuur                          | 1931                |           | Willibrorduslaan 41       | 51° 21' 34" NB, 5° 19' 6" OL  | 0770/Eersel-47 | Woonhuis, interbellum-architectuur                          |
| Woonhuis, interbellum-architectuur                          | ca 1932             |           | Willibrorduslaan 42       | 51° 21' 35" NB, 5° 19' 7" OL  | 0770/Eersel-48 | Woonhuis, interbellum-architectuur                          |
| Woonhuis                                                    | ca 1925             |           | Willibrorduslaan 80       | 51° 21' 29" NB, 5° 19' 15" OL | 0770/Eersel-49 | Woonhuis                                                    |

## Knegsel
De plaats Knegsel kent 10 gemeentelijke monumenten:
| Object                                                                                    | Bouwjaar  | Architect | Locatie                      | Coördinaten                   | Nr.             | Afbeelding        |
| ----------------------------------------------------------------------------------------- | --------- | --------- | ---------------------------- | ----------------------------- | --------------- | ----------------- |
| Wegkapelletje gebouwd uit dankbaarheid voor de bescherming tijdens de oorlog & bevrijding | 1944-1945 |           | Eerselseweg 2                | 51° 23' 50" NB, 5° 20' 15" OL | 0770/Knegsel-1  | Upload foto       |
| (ontginnings)boerderij, langgevelboerderij                                                | 1926      |           | Eerselseweg 18               | 51° 23' 24" NB, 5° 19' 37" OL | 0770/Knegsel-2  | Upload foto       |
| Kruisbeeld langs de weg                                                                   | 1937      |           | t Groen/Veldhovensewg ongen. |                               | 0770/Knegsel-3  | Upload foto       |
| H. Hartbeeld "Knegsel aan zijn Koning"                                                    | 1939      |           | Het Groen ongen.             |                               | 0770/Knegsel-4  | Meer afbeeldingen |
| Boerderij                                                                                 | 1915      |           | Oeyenbos 8                   | 51° 23' 46" NB, 5° 21' 53" OL | 0770/Knegsel-5  | Upload foto       |
| Historisch Grafmonument                                                                   | ca 1925   |           | Pastoor Eykenweg ongen.      |                               | 0770/Knegsel-6  | Upload foto       |
| Schoolhuis, Kempisch dorpshuis                                                            | ca 1905   |           | Steenselseweg 5              | 51° 23' 54" NB, 5° 20' 56" OL | 0770/Knegsel-7  | Upload foto       |
| Langgevelboerderij                                                                        | 1780      |           | Wolfshoek 1                  | 51° 24' 2" NB, 5° 21' 17" OL  | 0770/Knegsel-8  | Upload foto       |
| Langgevelboerderij ( 3 & 5 )                                                              | 1896      |           | Wolfshoek 3                  | 51° 24' 3" NB, 5° 21' 17" OL  | 0770/Knegsel-9  | Upload foto       |
| Langgevelboerderij ( 3 & 5 )                                                              | 1896      |           | Wolfshoek 5                  | 51° 24' 3" NB, 5° 21' 17" OL  | 0770/Knegsel-10 | Upload foto       |

## Steensel
De plaats Steensel kent 4 gemeentelijke monumenten:
| Object                                                                                | Bouwjaar  | Architect | Locatie              | Coördinaten                   | Nr.             | Afbeelding        |
| ------------------------------------------------------------------------------------- | --------- | --------- | -------------------- | ----------------------------- | --------------- | ----------------- |
| R.K. Kerk traditioneel met invloeden interbellum-architectuur                         | 1933-1934 |           | Eindhovenseweg 30    | 51° 22' 41" NB, 5° 21' 8" OL  | 0770/Steensel-1 | Upload foto       |
| Interbellum architectuur                                                              | 1927-1928 |           | Eindhovenseweg 32    | 51° 22' 41" NB, 5° 21' 9" OL  | 0770/Steensel-2 | Upload foto       |
| Schoolgebouw met Aanbouw                                                              | 1922      |           | Joseph Schulteweg 12 | 51° 22' 40" NB, 5° 21' 21" OL | 0770/Steensel-3 | Upload foto       |
| Stevertse Watermolen, voormalige watermolen, het gaande werk (mechaniek) is beschermd | 1745      |           | Stevert bij 35       | 51° 22' 5" NB, 5° 21' 59" OL  | 0770/Steensel-4 | Meer afbeeldingen |

## Vessem
De plaats Vessem kent 9 gemeentelijke monumenten:
| Object                                           | Bouwjaar     | Architect | Locatie                | Coördinaten                   | Nr.            | Afbeelding                                       |
| ------------------------------------------------ | ------------ | --------- | ---------------------- | ----------------------------- | -------------- | ------------------------------------------------ |
| Gemeentehuis, neo-renaissance elementen          | ca 1880      |           | Jan Smuldersstraat 15  | 51° 25' 10" NB, 5° 17' 18" OL | 0770/Vessem-1  | Gemeentehuis, neo-renaissance elementen          |
| Woonhuis                                         | ca 1919      |           | Jan Smuldersstraat 16  | 51° 25' 6" NB, 5° 17' 12" OL  | 0770/Vessem-2  | Woonhuis                                         |
| Brouwerij, woonhuis, schoorsteen, restaurant     | 1905/1930    |           | Jan Smuldersstraat 24a | 51° 25' 9" NB, 5° 17' 20" OL  | 0770/Vessem-10 | Brouwerij, woonhuis, schoorsteen, restaurant     |
| Woonhuis en schoorsteen van voormalige brouwerij | 1904         |           | Jan Smuldersstraat 26  | 51° 25' 10" NB, 5° 17' 21" OL | 0770/Vessem-3  | Woonhuis en schoorsteen van voormalige brouwerij |
| Éénlaags Woonhuis                                | ca 1900      |           | Jan Smuldersstraat 34  | 51° 25' 11" NB, 5° 17' 26" OL | 0770/Vessem-5  | Éénlaags Woonhuis                                |
| Langgevelboerderij                               | ca 1900      |           | Kuilenhurk 12          | 51° 25' 23" NB, 5° 17' 33" OL | 0770/Vessem-6  | Langgevelboerderij                               |
| Langgevelboerderij                               | ca 1911      |           | Maaskant 3             | 51° 25' 7" NB, 5° 18' 0" OL   | 0770/Vessem-7  | Upload foto                                      |
| R.K. lagere school, traditionalisme/gangschool   | ca 1951-1960 |           | Servatiusstraat 4      | 51° 25' 6" NB, 5° 17' 18" OL  | 0770/Vessem-8  | Upload foto                                      |
| Woonhuis                                         | ca 1920      |           | Wilhelminalaan 25      | 51° 25' 19" NB, 5° 17' 9" OL  | 0770/Vessem-9  | Upload foto                                      |

## Wintelre
De plaats Wintelre kent 4 gemeentelijke monumenten:
| Object                                   | Bouwjaar | Architect | Locatie                       | Coördinaten                   | Nr.             | Afbeelding  |
| ---------------------------------------- | -------- | --------- | ----------------------------- | ----------------------------- | --------------- | ----------- |
| Kapelletje met Mariabeeld                | 1943     |           | Hoek:De Hoef/Groenstrt ongen. |                               | 0770/Wintelre-1 | Upload foto |
| Langgevelboerderij                       | 1840     |           | De Nie 2                      | 51° 26' 30" NB, 5° 20' 21" OL | 0770/Wintelre-2 | Upload foto |
| School en woonhuis schoolhoofd ( 3 & 5 ) | ca 1827  |           | Kerkstraat 3                  | 51° 26' 38" NB, 5° 20' 26" OL | 0770/Wintelre-3 | Upload foto |
| School en woonhuis schoolhoofd ( 3 & 5 ) | ca 1827  |           | Kerkstraat 5                  | 51° 26' 38" NB, 5° 20' 27" OL | 0770/Wintelre-4 | Upload foto |

's-Hertogenbosch ·
Alphen-Chaam ·
Altena ·
Asten ·
Baarle-Nassau ·
Bergeijk ·
Bergen op Zoom ·
Bernheze ·
Best ·
Bladel ·
Boekel ·
Boxtel ·
Cranendonck ·
Deurne ·
Dongen ·
Drimmelen ·
Eersel ·
Eindhoven ·
Etten-Leur ·
Lijst van gemeentelijke monumenten in Geertruidenberg ·
Geldrop-Mierlo ·
Gemert-Bakel ·
Gilze en Rijen ·
Goirle ·
Halderberge ·
Heeze-Leende ·
Helmond ·
Heusden ·
Hilvarenbeek ·
Laarbeek ·
Land van Cuijk ·
Maashorst ·
Meierijstad ·
Moerdijk ·
Nuenen, Gerwen en Nederwetten ·
Oirschot ·
Oisterwijk ·
Oosterhout ·
Oss ·
Reusel-De Mierden ·
Roosendaal ·
Someren ·
Son en Breugel ·
Lijst van gemeentelijke monumenten in Steenbergen ·
Tilburg ·
Valkenswaard ·
Vught ·
Waalre ·
Waalwijk ·
Woensdrecht ·
Zundert